# Rim Ouenniche
Rim Ouenniche, née le 1er mars 1999, est une nageuse tunisienne.

## Carrière
Rim Ouenniche est médaillée de bronze du 200 mètres dos, du 4 x 100 mètres nage libre et du 4 x 100 mètres quatre nages aux Jeux africains de 2015 à Brazzaville.
Aux championnats arabes 2016 à Dubaï, elle est médaillée d'or du 200 mètres dos, médaillée d'argent du 200 mètres nage libre, du 400 mètres nage libre, et du relais 4 x 100 mètres quatre nages mixte, ainsi que médaillée de bronze des relais 4 x 100 mètres nage libre, 4 x 100 mètres quatre nages, 4 x 200 mètres nage libre et 4 x 100 mètres nage libre mixte.